# Бертхолд III фон Зулц
Бертхолд III фон Зулц (на немски: Berthold III von Sulz; * пр. 1311; † 14 юли 1346) от графския род фон Зулц е граф на Зулц на река Некар.

## Произход
Той е син на граф Херман IV фон Зулц (III) († 1308/1311) и първата му съпруга с неизвестно име. Внук е на граф Алвиг VI фон Зулц († ок. 1236). Брат е на Херман V (IV) фон Зулц († 1311). Баща му се жени втори път пр. 6 септември 1280 г. за Ита фон Волхузен († сл. 1299).
Бертхолд III фон Зулц умира на 14 юли 1346 г. и е погребан в Ротенмюнстер.
Членове на фамилията са от преди 1300 г. дворцови съдии в Ротвайл. През 1360 г. графовете на Зулц получават наследствената служба съдия на императорския дворцов съд в Ротвайл до изчезването на фамилията през 1687 г.

## Фамилия
Бертхолд III фон Зулц се жени ок. 1326 г. за Аделхайд фон Шварценберг († 1325/сл. 1349), дъщеря на Хайнрих фон Шварценберг († 1327) и Анна фон Юзенберг († сл. 1306), която е внучка на Рудолф II фон Кенцинген († 1259) и Елизабет фон Лихтенберг († сл. 1270) и дъщеря на Рудолф IV 'Млади' фон Кенцинген († 1304) и Аделхайд († сл. 1293). Те имат осем деца:
- Херман V фон Зулц (* пр. 1347; † сл. 31 август 1363), граф на Зулц
- Алвиг VIII фон Зулц (* пр. 1348; † 9 август 1359/12 април 1362), граф на Зулц
- Рудолф I фон Зулц (* пр. 1349; † между 6 януари и 23 април 1406), граф на Зулц, наследствен съдия на импреския град Ротвайл, женен I. за Анна фон Валдбург († 1385 или 1406), II. за Анна ди Хермин († 1411/1432).
- Вьолфели фон Зулц (* ок. 1349; † ?)
- Йохан фон Зулц (* пр. 1344; † 1388)
- Бертхолд фон Зулц (* пр. 1362; † сл. 1379)
- Хайнрих фон Зулц (* пр. 1366; † сл. 1388)
- Анна фон Зулц († 25 април/25 август 1397)